# Goleador (fútbol)
Desde 1991, la IFFHS elabora y publica anualmente un listado de los máximos goleadores del mundo.
Se toman en cuenta, como en todo futbolista profesional de toda liga, los goles oficiales, es decir, todos los goles de selección nacional de categoría mayor y todos los goles en clubes de ligas y competiciones por copas. Nunca cuentan los goles realizados en partidos amistosos de clubes, partidos de prácticas, pretemporadas o a beneficio.

## Máximos goleadores de la historia del fútbol
La ausencia de datos fidedignos, ya sea por la época, el lugar o diversas circunstancias que se hayan producido al tiempo de que estos estuvieran en actividad, hace que sea difícil establecer un listado fidedigno sin que haya susceptibilidad de errores u omisiones. No obstante, es posible afirmar que el máximo goleador de la historia en partidos oficiales es el portugués Cristiano Ronaldo con 938 goles en 1.282 partidos (contabilizados 6 goles en 6 partidos en el Campeonato de Clubes Árabes no recogidos en la fuente citada (transfermarkt), y no siendo reconocidos para la FIFA como oficiales). Tras él, se sitúan el argentino Lionel Messi con 875 goles en 1.117 partidos, el austriaco Josef Bican con 805 goles en 530 partidos, reconocido por la FIFA en su página oficial, y los brasileños Pelé con 770 goles en 812 partidos y Romário con 761 goles en 963 partidos.
A continuación se listan los mayores goleadores en la historia del fútbol atendiendo a datos de los que se tiene constancia. La cifra puede diferir de otras fuentes o de las declaraciones de los propios implicados, en especial en los datos que incluyen partidos amistosos, en los que se muestran ausencias al no poseerse fuentes que contrasten dicha información. Es por ello que no se contabilizan los goles anotados en dichos partidos, ni en categorías inferiores, incluyendo los partidos disputados con las diferentes categorías de las selecciones nacionales para igualar datos a efectos estadísticos.
El listado no pretende ser un baremo oficial, sino listar los registros de los jugadores de los que se tiene constancia demostrable.
Actualizado hasta el 17 de agosto de 2025.
| \| # \| Jugador \| Temp. \| G \| P. J. \| Prom. \| Notas y referencias \| \| --- \| ----------------------- \| --------- \| --- \| ----- \| ----- \| --------------------------------------------------------- \| \| 1 \| Cristiano Ronaldo \| 2002-Act \| 938 \| 1282 \| 0.73 \| [n 1][2] \| \| 2 \| Lionel Messi \| 2004-Act \| 875 \| 1117 \| 0.78 \| [4] \| \| 3 \| Josef Bican \| 1931-1955 \| 805 \| 530 \| 1.52 \| [5] \| \| 4 \| Pelé \| 1956-1977 \| 770 \| 812 \| 0.95 \| [6] \| \| 5 \| Romário \| 1985-2009 \| 761 \| 963 \| 0.79 \| \| \| 6 \| Ferenc Puskás \| 1943-1967 \| 760 \| 746 \| 1.02 \| \| \| 7 \| Erwin Helmchen \| 1923-1951 \| 702 \| ? \| \| \| \| 8 \| Robert Lewandowski \| 2007-Act \| 695 \| 981 \| 0.71 \| [n 2][n 3] \| \| 9 \| Jimmy Jones \| 1946-1965 \| 659 \| 614 \| 1.07 \| [6] \| \| 10 \| Abe Lenstra \| 1936-1963 \| 645 \| 650 \| 0.99 \| \| \| 11 \| Gerd Müller \| 1962-1983 \| 640 \| 728 \| 0.88 \| [n 4][6] \| \| 12 \| Joe Bambrick \| 1926-1939 \| 634 \| ? \| \| [7] \| \| 13 \| Fernando Peyroteo \| 1937-1949 \| 610 \| 374 \| 1.63 \| [7] \| \| 14 \| Max Morlock \| 1940-1964 \| 609 \| 970 \| 0.63 \| \| \| 15 \| Luis Suárez \| 2005-Act \| 594 \| 1016 \| 0.58 \| \| \| 16 \| Ferenc Deák \| 1940-1957 \| 576 \| 400 \| 1.44 \| \| \| 17 \| Zlatan Ibrahimović \| 1999-2023 \| 573 \| 988 \| 0.58 \| [n 5] \| \| 18 \| Uwe Seeler \| 1954-1978 \| 567 \| 653 \| 0.87 \| [7] \| \| 19 \| Glenn Ferguson \| 1987-2011 \| 563 \| 1047 \| 0.54 \| [7] \| \| 20 \| Jimmy McGrory \| 1922-1938 \| 558 \| 549 \| 1.02 \| [7] \| \| 21 \| Arthur Friedenreich \| 1909-1935 \| 557 \| 562 \| 0.99 \| [8] \| \| 22 \| Eusébio \| 1957-1979 \| 555 \| 648 \| 0.86 \| [7] \| \| 23 \| Imre Schlosser \| 1905-1922 \| 554 \| ? \| \| [7] \| \| 24 \| Alfredo Di Stéfano \| 1945-1966 \| 524 \| 720 \| 0.73 \| Algunas fuentes apuntan a que pudo marcar más goles.[7] \| \| 25 \| Roberto Dinamite \| 1971-1992 \| 514 \| 839 \| 0.61 \| \| \| 26 \| Gyula Zsengellér \| 1933-1952 \| 513 \| ? \| \| Algunas fuentes apuntan a que pudo marcar más goles.[7] \| \| 27 \| Hugo Sánchez \| 1976-1997 \| 513 \| 879 \| 0.58 \| [n 6][7] \| \| 28 \| Zico \| 1971-1994 \| 511 \| 773 \| 0.66 \| [n 7][7] \| \| 29 \| Ferenc Bene \| 1961-1985 \| 506 \| 493 \| 1.03 \| Algunas fuentes apuntan a que pudo jugar más partidos.[7] \| \| 30 \| Sándor Kocsis \| 1943-1965 \| 505 \| ? \| \| [7] \| \| 31 \| György Sárosi \| 1930-1948 \| 505 \| ? \| \| [7] \| \| 32 \| Isidro Lángara \| 1930-1948 \| 504 \| 415 \| 1.21 \| [n 8] \| \| 33 \| Gunnar Nordahl \| 1937-1958 \| 498 \| 548 \| 0.91 \| [7] \| \| 34 \| Karim Benzema \| 2005-Act \| 498 \| 956 \| 0.52 \| [n 9][9] \| \| 35 \| Johan Cruyff \| 1964-1984 \| 493 \| 712 \| 0.69 \| \| \| 36 \| Stjepan Bobek \| 1944-1959 \| 480 \| 554 \| 0.87 \| [7] \| \| 37 \| Ali Ashfaq \| 2001-Act \| 476 \| 567 \| 0.84 \| [10] \| \| 38 \| Jimmy Greaves \| 1957-1979 \| 466 \| 661 \| 0.70 \| [n 10][7] \| \| 39 \| Edinson Cavani \| 2005-Act \| 462 \| 867 \| 0.53 \| \| \| 40 \| Delio Onnis \| 1966-1986 \| 461 \| 709 \| 0.65 \| [n 11] \| \| 41 \| Aleksandar Đurić \| 1994-2014 \| 461 \| 733 \| 0.63 \| \| \| 42 \| Alberto Spencer \| 1953-1972 \| 451 \| 678 \| 0.67 \| \| \| 43 \| Edin Džeko \| 2003-Act \| 451 \| 1028 \| 0.44 \| [n 12] \| \| 44 \| Harry Kane \| 2011-Act \| 450 \| 685 \| 0.66 \| [n 13] \| \| 45 \| Jef Mermans \| 1937-1960 \| 449 \| 556 \| 0.81 \| [n 14] \| \| 46 \| Rivaldo \| 1989-2015 \| 446 \| 1033 \| 0.43 \| \| \| 47 \| Neymar \| 2009-Act \| 445 \| 736 \| 0.60 \| \| \| 48 \| Dixie Dean \| 1923-1940 \| 442 \| 601 \| 0.74 \| \| \| 49 \| Givanildo de Souza Hulk \| 2004-Act \| 440 \| 876 \| 0.50 \| [n 15] \| \| 50 \| Eran Zahavi \| 2006-Act \| 438 \| 803 \| 0.55 \| [n 16] \| \| 51 \| Sebastián Abreu \| 1994-2021 \| 435 \| 860 \| 0.51 \| [n 17] \| \| 52 \| Carlos Bianchi \| 1967-1984 \| 434 \| 605 \| 0.72 \| [n 18] \| \| 53 \| Raúl González \| 1994-2015 \| 432 \| 1034 \| 0.42 \| \| \| 54 \| David Villa \| 2000-2020 \| 427 \| 826 \| 0.52 \| [n 19] \| \| 55 \| Samuel Eto'o \| 1997-2019 \| 427 \| 882 \| 0.48 \| [n 20] \| \| 56 \| Sergio Agüero \| 2003-2021 \| 426 \| 786 \| 0.54 \| \| \| 57 \| Hans Krankl \| 1970-1989 \| 425 \| 587 \| 0.72 \| [n 21][7] \| \| 58 \| Dadá Maravilha \| 1967-1985 \| 425 \| ? \| \| \| \| 59 \| József Takacs \| 1917-1934 \| 418 \| 388 \| 1.08 \| [n 22][7] \| \| 60 \| Hughie Gallacher \| 1921-1939 \| 416 \| 567 \| 0.73 \| \| \| 61 \| John Aldridge \| 1979-1998 \| 416 \| 576 \| 0.72 \| \| \| 62 \| Ronaldo Nazário \| 1993-2011 \| 414 \| 616 \| 0.67 \| \| \| 63 \| Dejan Damjanović \| 1998-2023 \| 412 \| 796 \| 0.52 \| [n 23] \| \| 64 \| Ally McCoist \| 1979-2001 \| 412 \| 816 \| 0.50 \| \| \| 65 \| Fred \| 2003-2022 \| 412 \| 816 \| 0.50 \| [n 24] \| \| 66 \| Ferenc Szusza \| 1940-1961 \| 411 \| 486 \| 0.85 \| Algunas fuentes apuntan a que pudo jugar más partidos. \| \| 67 \| Juan Plata \| 1988-2011 \| 411 \| 598 \| 0.69 \| \| \| 68 \| Vágner Love \| 2002-Act \| 411 \| 888 \| 0.46 \| [n 25] \| \| 69 \| Thierry Henry \| 1994-2014 \| 411 \| 917 \| 0.45 \| [n 26] \| \| 70 \| Klaas-Jan Huntelaar \| 2002-2020 \| 409 \| 741 \| 0.55 \| [n 27] \| \| 71 \| Óscar Cardozo \| 2003-Act \| 407 \| 901 \| 0.45 \| [n 28] \| \| 72 \| Romelu Lukaku \| 2009-Act \| 404 \| 798 \| 0.51 \| \| \| 73 \| Túlio Maravilha \| 1988-2019 \| 398 \| 594 \| 0.67 \| \| \| 74 \| Cabinho \| 1969-1987 \| 398 \| 617 \| 0.65 \| \| \| 75 \| Carlos Hermosillo \| 1983-2001 \| 396 \| 740 \| 0.54 \| \| \| 76 \| Ronaldinho \| 1998-2018 \| 395 \| 710 \| 0.56 \| \| \| 77 \| Roger Milla \| 1966-1996 \| 393 \| 734 \| 0.54 \| \| \| 78 \| Robbie Keane \| 1998-2018 \| 393 \| 883 \| 0.45 \| [n 29] \| \| 79 \| Víctor Hugo Antelo \| 1980-2001 \| 392 \| 526 \| 0.75 \| \| \| 80 \| Andriy Shevchenko \| 1994-2012 \| 391 \| 815 \| 0.48 \| [n 30] \| \| 81 \| Fritz Walter \| 1937-1959 \| 390 \| 425 \| 0.92 \| [7] \| \| 82 \| Pierre Aubameyang \| 2008-Act \| 390 \| 773 \| 0.50 \| [n 31] \| \| 83 \| Alex \| 2002-2014 \| 389 \| ? \| \| \| \| 84 \| José Águas \| 1948-1964 \| 387 \| 417 \| 0.93 \| \| \| 85 \| Albert De Cleyn \| 1933-1955 \| 386 \| 500 \| 0.77 \| [7] \| \| 86 \| Magno Alves \| 1997-2011 \| 385 \| ? \| \| \| \| 87 \| Telmo Zarra \| 1939-1957 \| 384 \| 426 \| 0.90 \| [n 32] \| \| 88 \| Ruud van Nistelrooy \| 1994-2012 \| 384 \| 662 \| 0.58 \| [n 33] \| \| 89 \| Omar Al Soma \| 2008-Act \| 383 \| 513 \| 0.75 \| [n 34] \| \| 90 \| Alan Shearer \| 1986-2005 \| 382 \| 733 \| 0.52 \| \| \| 91 \| Mohamed Salah \| 2009-Act \| 382 \| 758 \| 0.50 \| \| \| 92 \| Luís Fabiano \| 1998-2017 \| 381 \| 721 \| 0.53 \| [n 35] \| \| 93 \| Ricardo Oliveira \| 2000-2023 \| 381 \| 774 \| 0.49 \| [n 36] \| \| 94 \| Kylian Mbappé \| 2015-Act \| 377 \| 517 \| 0.73 \| [n 37] \| \| 95 \| Bader Al-Mutawa \| 2002-Act \| 372 \| 721 \| 0.50 \| \| \| 96 \| Michel Platini \| 1972-1987 \| 371 \| 620 \| 0.60 \| \| \| 97 \| Didier Drogba \| 1997-2018 \| 370 \| 805 \| 0.46 \| [n 38] \| \| 98 \| Osvaldo Castro \| 1965-1984 \| 368 \| 622 \| 0.59 \| \| \| 99 \| Firas Al-Khatib \| 1999-2019 \| 367 \| 507 \| 0.72 \| \| \| 100 \| Hughie Ferguson \| 1916-1930 \| 366 \| 425 \| 0.86 \| \| \| 101 \| Gonzalo Higuaín \| 2005-2022 \| 366 \| 783 \| 0.47 \| \| \| 102 \| Wayne Rooney \| 2002-2021 \| 366 \| 883 \| 0.41 \| [n 39] \| \| \| André-Pierre Gignac \| 2004-Act \| 358 \| 808 \| 0.44 \| [n 40] \| \| \| Ali Mabkhout \| 2008-Act \| 355 \| 538 \| 0.64 \| \| \| \| Sunil Chhetri \| 2001-Act \| 350 \| 694 \| 0.5 \| \| \| \| Radamel Falcao \| 2003-Act \| 350 \| 721 \| 0.49 \| [n 41] \| \| \| Dayro Moreno \| 2003-Act \| 350 \| 762 \| 0.46 \| \| Estadísticas actualizadas 17 de agosto de 2025 |                         |           |     |       |       |                                                        |
| # | Jugador                 | Temp.     | G   | P. J. | Prom. | Notas y referencias                                    |
| 1 | Cristiano Ronaldo       | 2002-Act  | 938 | 1282  | 0.73  | [ n 1 ] [ 2 ]                                          |
| 2 | Lionel Messi            | 2004-Act  | 875 | 1117  | 0.78  | [ 4 ]                                                  |
| 3 | Josef Bican             | 1931-1955 | 805 | 530   | 1.52  | [ 5 ]                                                  |
| 4 | Pelé                    | 1956-1977 | 770 | 812   | 0.95  | [ 6 ]                                                  |
| 5 | Romário                 | 1985-2009 | 761 | 963   | 0.79  |                                                        |
| 6 | Ferenc Puskás           | 1943-1967 | 760 | 746   | 1.02  |                                                        |
| 7 | Erwin Helmchen          | 1923-1951 | 702 | ?     |       |                                                        |
| 8 | Robert Lewandowski      | 2007-Act  | 695 | 981   | 0.71  | [ n 2 ] [ n 3 ]                                        |
| 9 | Jimmy Jones             | 1946-1965 | 659 | 614   | 1.07  | [ 6 ]                                                  |
| 10 | Abe Lenstra             | 1936-1963 | 645 | 650   | 0.99  |                                                        |
| 11 | Gerd Müller             | 1962-1983 | 640 | 728   | 0.88  | [ n 4 ] [ 6 ]                                          |
| 12 | Joe Bambrick            | 1926-1939 | 634 | ?     |       | [ 7 ]                                                  |
| 13 | Fernando Peyroteo       | 1937-1949 | 610 | 374   | 1.63  | [ 7 ]                                                  |
| 14 | Max Morlock             | 1940-1964 | 609 | 970   | 0.63  |                                                        |
| 15 | Luis Suárez             | 2005-Act  | 594 | 1016  | 0.58  |                                                        |
| 16 | Ferenc Deák             | 1940-1957 | 576 | 400   | 1.44  |                                                        |
| 17 | Zlatan Ibrahimović      | 1999-2023 | 573 | 988   | 0.58  | [ n 5 ]                                                |
| 18 | Uwe Seeler              | 1954-1978 | 567 | 653   | 0.87  | [ 7 ]                                                  |
| 19 | Glenn Ferguson          | 1987-2011 | 563 | 1047  | 0.54  | [ 7 ]                                                  |
| 20 | Jimmy McGrory           | 1922-1938 | 558 | 549   | 1.02  | [ 7 ]                                                  |
| 21 | Arthur Friedenreich     | 1909-1935 | 557 | 562   | 0.99  | [ 8 ]                                                  |
| 22 | Eusébio                 | 1957-1979 | 555 | 648   | 0.86  | [ 7 ]                                                  |
| 23 | Imre Schlosser          | 1905-1922 | 554 | ?     |       | [ 7 ]                                                  |
| 24 | Alfredo Di Stéfano      | 1945-1966 | 524 | 720   | 0.73  | Algunas fuentes apuntan a que pudo marcar más goles.   |
| 25 | Roberto Dinamite        | 1971-1992 | 514 | 839   | 0.61  |                                                        |
| 26 | Gyula Zsengellér        | 1933-1952 | 513 | ?     |       | Algunas fuentes apuntan a que pudo marcar más goles.   |
| 27 | Hugo Sánchez            | 1976-1997 | 513 | 879   | 0.58  | [ n 6 ] [ 7 ]                                          |
| 28 | Zico                    | 1971-1994 | 511 | 773   | 0.66  | [ n 7 ] [ 7 ]                                          |
| 29 | Ferenc Bene             | 1961-1985 | 506 | 493   | 1.03  | Algunas fuentes apuntan a que pudo jugar más partidos. |
| 30 | Sándor Kocsis           | 1943-1965 | 505 | ?     |       | [ 7 ]                                                  |
| 31 | György Sárosi           | 1930-1948 | 505 | ?     |       | [ 7 ]                                                  |
| 32 | Isidro Lángara          | 1930-1948 | 504 | 415   | 1.21  | [ n 8 ]                                                |
| 33 | Gunnar Nordahl          | 1937-1958 | 498 | 548   | 0.91  | [ 7 ]                                                  |
| 34 | Karim Benzema           | 2005-Act  | 498 | 956   | 0.52  | [ n 9 ] [ 9 ]                                          |
| 35 | Johan Cruyff            | 1964-1984 | 493 | 712   | 0.69  |                                                        |
| 36 | Stjepan Bobek           | 1944-1959 | 480 | 554   | 0.87  | [ 7 ]                                                  |
| 37 | Ali Ashfaq              | 2001-Act  | 476 | 567   | 0.84  | [ 10 ]                                                 |
| 38 | Jimmy Greaves           | 1957-1979 | 466 | 661   | 0.70  | [ n 10 ] [ 7 ]                                         |
| 39 | Edinson Cavani          | 2005-Act  | 462 | 867   | 0.53  |                                                        |
| 40 | Delio Onnis             | 1966-1986 | 461 | 709   | 0.65  | [ n 11 ]                                               |
| 41 | Aleksandar Đurić        | 1994-2014 | 461 | 733   | 0.63  |                                                        |
| 42 | Alberto Spencer         | 1953-1972 | 451 | 678   | 0.67  |                                                        |
| 43 | Edin Džeko              | 2003-Act  | 451 | 1028  | 0.44  | [ n 12 ]                                               |
| 44 | Harry Kane              | 2011-Act  | 450 | 685   | 0.66  | [ n 13 ]                                               |
| 45 | Jef Mermans             | 1937-1960 | 449 | 556   | 0.81  | [ n 14 ]                                               |
| 46 | Rivaldo                 | 1989-2015 | 446 | 1033  | 0.43  |                                                        |
| 47 | Neymar                  | 2009-Act  | 445 | 736   | 0.60  |                                                        |
| 48 | Dixie Dean              | 1923-1940 | 442 | 601   | 0.74  |                                                        |
| 49 | Givanildo de Souza Hulk | 2004-Act  | 440 | 876   | 0.50  | [ n 15 ]                                               |
| 50 | Eran Zahavi             | 2006-Act  | 438 | 803   | 0.55  | [ n 16 ]                                               |
| 51 | Sebastián Abreu         | 1994-2021 | 435 | 860   | 0.51  | [ n 17 ]                                               |
| 52 | Carlos Bianchi          | 1967-1984 | 434 | 605   | 0.72  | [ n 18 ]                                               |
| 53 | Raúl González           | 1994-2015 | 432 | 1034  | 0.42  |                                                        |
| 54 | David Villa             | 2000-2020 | 427 | 826   | 0.52  | [ n 19 ]                                               |
| 55 | Samuel Eto'o            | 1997-2019 | 427 | 882   | 0.48  | [ n 20 ]                                               |
| 56 | Sergio Agüero           | 2003-2021 | 426 | 786   | 0.54  |                                                        |
| 57 | Hans Krankl             | 1970-1989 | 425 | 587   | 0.72  | [ n 21 ] [ 7 ]                                         |
| 58 | Dadá Maravilha          | 1967-1985 | 425 | ?     |       |                                                        |
| 59 | József Takacs           | 1917-1934 | 418 | 388   | 1.08  | [ n 22 ] [ 7 ]                                         |
| 60 | Hughie Gallacher        | 1921-1939 | 416 | 567   | 0.73  |                                                        |
| 61 | John Aldridge           | 1979-1998 | 416 | 576   | 0.72  |                                                        |
| 62 | Ronaldo Nazário         | 1993-2011 | 414 | 616   | 0.67  |                                                        |
| 63 | Dejan Damjanović        | 1998-2023 | 412 | 796   | 0.52  | [ n 23 ]                                               |
| 64 | Ally McCoist            | 1979-2001 | 412 | 816   | 0.50  |                                                        |
| 65 | Fred                    | 2003-2022 | 412 | 816   | 0.50  | [ n 24 ]                                               |
| 66 | Ferenc Szusza           | 1940-1961 | 411 | 486   | 0.85  | Algunas fuentes apuntan a que pudo jugar más partidos. |
| 67 | Juan Plata              | 1988-2011 | 411 | 598   | 0.69  |                                                        |
| 68 | Vágner Love             | 2002-Act  | 411 | 888   | 0.46  | [ n 25 ]                                               |
| 69 | Thierry Henry           | 1994-2014 | 411 | 917   | 0.45  | [ n 26 ]                                               |
| 70 | Klaas-Jan Huntelaar     | 2002-2020 | 409 | 741   | 0.55  | [ n 27 ]                                               |
| 71 | Óscar Cardozo           | 2003-Act  | 407 | 901   | 0.45  | [ n 28 ]                                               |
| 72 | Romelu Lukaku           | 2009-Act  | 404 | 798   | 0.51  |                                                        |
| 73 | Túlio Maravilha         | 1988-2019 | 398 | 594   | 0.67  |                                                        |
| 74 | Cabinho                 | 1969-1987 | 398 | 617   | 0.65  |                                                        |
| 75 | Carlos Hermosillo       | 1983-2001 | 396 | 740   | 0.54  |                                                        |
| 76 | Ronaldinho              | 1998-2018 | 395 | 710   | 0.56  |                                                        |
| 77 | Roger Milla             | 1966-1996 | 393 | 734   | 0.54  |                                                        |
| 78 | Robbie Keane            | 1998-2018 | 393 | 883   | 0.45  | [ n 29 ]                                               |
| 79 | Víctor Hugo Antelo      | 1980-2001 | 392 | 526   | 0.75  |                                                        |
| 80 | Andriy Shevchenko       | 1994-2012 | 391 | 815   | 0.48  | [ n 30 ]                                               |
| 81 | Fritz Walter            | 1937-1959 | 390 | 425   | 0.92  | [ 7 ]                                                  |
| 82 | Pierre Aubameyang       | 2008-Act  | 390 | 773   | 0.50  | [ n 31 ]                                               |
| 83 | Alex                    | 2002-2014 | 389 | ?     |       |                                                        |
| 84 | José Águas              | 1948-1964 | 387 | 417   | 0.93  |                                                        |
| 85 | Albert De Cleyn         | 1933-1955 | 386 | 500   | 0.77  | [ 7 ]                                                  |
| 86 | Magno Alves             | 1997-2011 | 385 | ?     |       |                                                        |
| 87 | Telmo Zarra             | 1939-1957 | 384 | 426   | 0.90  | [ n 32 ]                                               |
| 88 | Ruud van Nistelrooy     | 1994-2012 | 384 | 662   | 0.58  | [ n 33 ]                                               |
| 89 | Omar Al Soma            | 2008-Act  | 383 | 513   | 0.75  | [ n 34 ]                                               |
| 90 | Alan Shearer            | 1986-2005 | 382 | 733   | 0.52  |                                                        |
| 91 | Mohamed Salah           | 2009-Act  | 382 | 758   | 0.50  |                                                        |
| 92 | Luís Fabiano            | 1998-2017 | 381 | 721   | 0.53  | [ n 35 ]                                               |
| 93 | Ricardo Oliveira        | 2000-2023 | 381 | 774   | 0.49  | [ n 36 ]                                               |
| 94 | Kylian Mbappé           | 2015-Act  | 377 | 517   | 0.73  | [ n 37 ]                                               |
| 95 | Bader Al-Mutawa         | 2002-Act  | 372 | 721   | 0.50  |                                                        |
| 96 | Michel Platini          | 1972-1987 | 371 | 620   | 0.60  |                                                        |
| 97 | Didier Drogba           | 1997-2018 | 370 | 805   | 0.46  | [ n 38 ]                                               |
| 98 | Osvaldo Castro          | 1965-1984 | 368 | 622   | 0.59  |                                                        |
| 99 | Firas Al-Khatib         | 1999-2019 | 367 | 507   | 0.72  |                                                        |
| 100 | Hughie Ferguson         | 1916-1930 | 366 | 425   | 0.86  |                                                        |
| 101 | Gonzalo Higuaín         | 2005-2022 | 366 | 783   | 0.47  |                                                        |
| 102 | Wayne Rooney            | 2002-2021 | 366 | 883   | 0.41  | [ n 39 ]                                               |
| | André-Pierre Gignac     | 2004-Act  | 358 | 808   | 0.44  | [ n 40 ]                                               |
| | Ali Mabkhout            | 2008-Act  | 355 | 538   | 0.64  |                                                        |
| | Sunil Chhetri           | 2001-Act  | 350 | 694   | 0.5   |                                                        |
| | Radamel Falcao          | 2003-Act  | 350 | 721   | 0.49  | [ n 41 ]                                               |
| | Dayro Moreno            | 2003-Act  | 350 | 762   | 0.46  |                                                        |

### Sumando partidos amistosos
Nota: Contabilizados goles y partidos en categorías inferiores y amistosos.
| #  | Jugador             | Goles (2) | Partidos (2) | Promedio | Notas                                                         |
| -- | ------------------- | --------- | ------------ | -------- | ------------------------------------------------------------- |
| 1  | Lajos Tichy         | 1917      | 1307         | 1.47     |                                                               |
| 2  | Josef Bican         | 1813+     | 1089         | 1.66     | [ 5 ]                                                         |
| 3  | Erwin Helmchen      | 1611+     | 939          | 1.72     |                                                               |
| 4  | Ferenc Puskás       | 1569+     | 1270         | 1.24     | [ 12 ]                                                        |
| 5  | Gerd Müller         | 1483      | 1228         | 1.21     | [ 13 ]                                                        |
| 6  | Ferenc Bene         | 1424+     | 1481         | 0.96     |                                                               |
| 7  | Ferenc Deák         | 1374+     | 839          | 1.64     |                                                               |
| 8  | Arthur Friedenreich | 1329+     | 1239         | 1.07     | [ 14 ] [ 15 ]                                                 |
| 9  | Pelé                | 1324      | 1413         | 0.94     |                                                               |
| 10 | Lionel Messi        | 1300      | 1511         | 0.86     | Contabilizando goles y partidos desde categoría pre-benjamín. |
| 11 | József Takács       | 1218+     | 943          | 1.29     |                                                               |
| 12 | Franz Binder        | 1202+     | 833          | 1.44     |                                                               |
| 13 | Sandor Kocsis       | 1187+     | 906          | 1.31     |                                                               |
| 14 | Ferenc Szusza       | 1156+     | 1029         | 1.12     |                                                               |
| 15 | Gyula Szilágyi      | 1112+     | 918          | 1.21     |                                                               |
| 16 | György Sárosi       | 1098+     | 1051         | 1.04     |                                                               |
| 17 | Ernst Willimowski   | 1079+     | 691          | 1.56     |                                                               |
| 18 | Gyula Zsengellér    | 1078+     | 962          | 1.12     |                                                               |
| 19 | Nándor Hidegkuti    | 1043+     | 1074         | 0.97     |                                                               |
| 20 | Ronnie Rooke        | 1031+     | 1105         | 0.93     |                                                               |
| 21 | Abe Lenstra         | 1031+     | 1099         | 0.94     |                                                               |
| 22 | Flávio Minuano      | 1025+     | ?            |          | [ 17 ]                                                        |
| 23 | Flórián Albert      | 1018+     | 1097         | 0.93     |                                                               |
| 24 | Imre Schlosser      | 1016+     | 800          | 1.27     |                                                               |
| 25 | Cristiano Ronaldo   | 1013      | 1425         | 0.71     |                                                               |
| 26 | Stefan Auer         | 1007+     | 780          | 1.29     |                                                               |
| 27 | Romário             | 1002      | 1209         | 0.83     |                                                               |
| 28 | Túlio Maravilha     | 1001      | ?            |          |                                                               |

## Máximos goleadores históricos en campeonatos de liga de máxima categoría
Para un detalle completo véase Máximos goleadores de las máximas categorías de liga de fútbol del mundo.
El brasileño Pelé es el máximo anotador en las máximas categorías del fútbol mundial con 606 goles, seguido del portugués Cristiano Ronaldo con 572, del argentino Lionel Messi con 537, del austriaco Josef Bican con 518, y del húngaro Ferenc Puskás con 514. Son a fecha de 2025 los únicos futbolistas en haber anotado más de 500 goles en dichas categorías. Tras ellos se sitúan el portugués Eusébio da Silva, los húngaros Imre Schlosser y Gyula Zsengellér, el uruguayo Luis Suárez, el polaco Robert Lewandowski, el escocés Jimmy McGrory, los alemanes Uwe Seeler y Gerd Müller y el mexicano Hugo Sánchez con 420, 417, 416, 415, 413, 408, 406, 405 y 400 goles respectivamente completando los 14 jugadores con más de 400 goles. Atendiendo al promedio anotador, es el portugués Fernando Peyroteo quien encabeza los registros con una media de 1.68 goles por encuentro disputado, seguido del 1.52 del citado Josef Bican.
Entre los jugadores en activo, son el portugués Cristiano Ronaldo, el argentino Lionel Messi, el uruguayo Luis Suárez y el polaco Robert Lewandowski quienes han anotado más goles en las máximas divisiones mundiales con 572, 537, 415 y 413 goles respectivamente. Además, Lionel Messi es también el máximo goleador en la historia del fútbol de Primera División en un mismo club (FC Barcelona); y una misma liga (España) con 474, seguidos de los 447, 411 y 408 de Josef Bican, Imre Schlosser y Jimmy McGrory en Liga checoslovaca, húngara y escocesa, respectivamente.
Divididos por países, entre los considerados mejores campeonatos nacionales según coeficiente UEFA, el ya citado Lionel Messi encabeza la liga española con 474 goles, el alemán Uwe Seeler encabeza la alemana con 404 goles, el inglés Jimmy Greaves lidera la inglesa con 357, el italiano Silvio Piola la italiana con 274 y el italoargentino Delio Onnis la francesa con 299.
Los registros en CONMEBOL, considerada junto a la europea como las mejores asociaciones a nivel futbolístico, es Pelé quien más goles anotó en un campeonato nacional con 468 goles en el Campeonato Paulista de Brasil además de anotar 101 goles en el Brasileirão. Tras él se sitúan los 354 goles del brasileño Arthur Friedenreich también en el campeonato Paulista y los 350 del boliviano Tucho Antelo en Primera División de Bolivia y los 295 goles anotados por el paraguayo Arsenio Erico en el campeonato argentino. El primer anotador de una confederación distinta a las mencionadas es el mexicano Hugo Sánchez con 400 goles repartidos entre la UEFA y la CONCACAF, a la que pertenece por país de nacimiento, y el panameño Nicolás Muñoz encabeza los goles en competiciones exclusivas CONCACAF con 306 goles en El Salvador.
A continuación, se listan los veinticinco mayores goleadores en la historia de las primeras divisiones del fútbol europeo atendiendo a datos de los que se tiene constancia. La cifra puede diferir de otras fuentes o de las declaraciones de los propios implicados, en especial en los campeonatos de categorías inferiores por su relevancia, en los que se muestran ausencias al no poseerse fuentes que contrasten dicha información.
El listado no pretende ser un baremo oficial, sino listar los registros de los jugadores de los que se tiene constancia demostrable.
Fuentes: RSSSF - IFFHS IFFHS condicionada - BDFUTBOL (CIHEFE) - UEFA - FIFA
| #  | Jugador              | Período   | Goles | P.J. | %    | Máximas categorías | Máximas categorías | Máximas categorías | Máximas categorías | Máximas categorías | Máximas categorías | Máximas categorías | Máximas categorías | Máximas categorías | Máximas categorías | Máximas categorías | Máximas categorías | Máximas categorías | Máximas categorías | Máximas categorías | Máximas categorías | Máximas categorías  | Máximas categorías | Máximas categorías | Máximas categorías | Máximas categorías | Máximas categorías | Máximas categorías   | Máximas categorías | Máximas categorías        | Máximas categorías |
| #  | Jugador              | Período   | Goles | P.J. | %    | [ 18 ]             | ;">                | ;">                | ;">                | ;">                | ;">                | ;">                | ;">                | ;">                | ;">                | ;">                | ;">                | ;">                | Bandera de Brasil  | [ 31 ]             | [ 32 ]             | Bandera de Paraguay | [ 33 ]             | Bandera de Chile   | Bandera de Ecuador | Bandera de Perú    | [ 34 ]             | Bandera de Venezuela | [ 35 ]             | Bandera de Estados Unidos |                    |
| #  | Jugador              | Período   | Goles | P.J. | %    | ESP                | ENG                | ITA                | GER                | FRA                | POR                | SCO                | HUN                | AUT                | CZE                | SWE                | BEL                | NED                | BRA                | ARG                | URU                | PAR                 | COL                | CHI                | ECU                | PER                | BOL                | VEN                  | MEX                | USA                       | OTR                |
| -- | -------------------- | --------- | ----- | ---- | ---- | ------------------ | ------------------ | ------------------ | ------------------ | ------------------ | ------------------ | ------------------ | ------------------ | ------------------ | ------------------ | ------------------ | ------------------ | ------------------ | ------------------ | ------------------ | ------------------ | ------------------- | ------------------ | ------------------ | ------------------ | ------------------ | ------------------ | -------------------- | ------------------ | ------------------------- | ------------------ |
| 1  | Pelé                 | 1956-77   | 606   | 645  | 0.94 | -                  | -                  | -                  | -                  | -                  | -                  | -                  | -                  | -                  | -                  | -                  | -                  | -                  | 101                | -                  | -                  | -                   | -                  | -                  | -                  | -                  | -                  | -                    | -                  | -                         | 468+37             |
| 2  | Cristiano Ronaldo    | 2002-     | 572   | 728  | 0.79 | 311                | 103                | 81                 | -                  | -                  | 3                  | -                  | -                  | -                  | -                  | -                  | -                  | -                  | -                  | -                  | -                  | -                   | -                  | -                  | -                  | -                  | -                  | -                    | -                  | -                         | 74                 |
| 3  | Lionel Messi         | 2004-     | 537   | 625  | 0.86 | 474                | -                  | -                  | -                  | 22                 | -                  | -                  | -                  | -                  | -                  | -                  | -                  | -                  | -                  | -                  | -                  | -                   | -                  | -                  | -                  | -                  | -                  | -                    | -                  | 41                        | -                  |
| 4  | Josef Bican          | 1931-55   | 518   | 341  | 1.52 | -                  | -                  | -                  | -                  | -                  | -                  | -                  | -                  | 71                 | 447                | -                  | -                  | -                  | -                  | -                  | -                  | -                   | -                  | -                  | -                  | -                  | -                  | -                    | -                  | -                         | -                  |
| 4  | Ferenc Puskás        | 1943-66   | 514   | 529  | 0.97 | 156                | -                  | -                  | -                  | -                  | -                  | -                  | 358                | -                  | -                  | -                  | -                  | -                  | -                  | -                  | -                  | -                   | -                  | -                  | -                  | -                  | -                  | -                    | -                  | -                         | -                  |
| 6  | Eusébio da Silva (1) | 1957-78   | 420   | 410  | 1.02 | -                  | -                  | -                  | -                  | -                  | 320                | -                  | -                  | -                  | -                  | -                  | -                  | -                  | -                  | -                  | -                  | -                   | -                  | -                  | -                  | -                  | -                  | -                    | 1                  | -                         | 77+22              |
| 7  | Imre Schlosser       | 1905-22   | 417   | 320  | 1.30 | -                  | -                  | -                  | -                  | -                  | -                  | -                  | 411                | 6                  | -                  | -                  | -                  | -                  | -                  | -                  | -                  | -                   | -                  | -                  | -                  | -                  | -                  | -                    | -                  | -                         | -                  |
| 8  | Gyula Zsengellér     | 1933-49   | 416   | 394  | 1.06 | -                  | -                  | 6                  | -                  | -                  | -                  | -                  | 387                | -                  | -                  | -                  | -                  | -                  | -                  | -                  | -                  | -                   | 23                 | -                  | -                  | -                  | -                  | -                    | -                  | -                         | -                  |
| 9  | Luis Suárez          | 2005-     | 415   | 650  | 0.64 | 179                | 69                 | -                  | -                  | -                  | -                  | -                  | -                  | -                  | -                  | -                  | -                  | 96                 | 17                 | -                  | 20                 | -                   | -                  | -                  | -                  | -                  | -                  | -                    | -                  | 27                        | 7                  |
| 10 | Robert Lewandowski   | 2007-     | 413   | 545  | 0.76 | 69                 | -                  | -                  | 312                | -                  | -                  | -                  | -                  | -                  | -                  | -                  | -                  | -                  | -                  | -                  | -                  | -                   | -                  | -                  | -                  | -                  | -                  | -                    | -                  | -                         | 32                 |
| 11 | Jimmy McGrory        | 1922-37   | 408   | 408  | 1.00 | -                  | -                  | -                  | -                  | -                  | -                  | 408                | -                  | -                  | -                  | -                  | -                  | -                  | -                  | -                  | -                  | -                   | -                  | -                  | -                  | -                  | -                  | -                    | -                  | -                         | -                  |
| 12 | Uwe Seeler           | 1953-78   | 406   | 477  | 0.85 | -                  | -                  | -                  | 404                | -                  | -                  | -                  | -                  | -                  | -                  | -                  | -                  | -                  | -                  | -                  | -                  | -                   | -                  | -                  | -                  | -                  | -                  | -                    | -                  | -                         | 2                  |
| 13 | Gerd Müller          | 1965-81   | 405   | 507  | 0.80 | -                  | -                  | -                  | 365                | -                  | -                  | -                  | -                  | -                  | -                  | -                  | -                  | -                  | -                  | -                  | -                  | -                   | -                  | -                  | -                  | -                  | -                  | -                    | -                  | -                         | 40                 |
| 14 | Hugo Sánchez         | 1976-97   | 400   | 684  | 0.58 | 234                | -                  | -                  | -                  | -                  | -                  | -                  | -                  | 6                  | -                  | -                  | -                  | -                  | -                  | -                  | -                  | -                   | -                  | -                  | -                  | -                  | -                  | -                    | 123                | 11                        | 26                 |
| 15 | Zlatan Ibrahimović   | 1999-23   | 394   | 612  | 0.64 | 16                 | 17                 | 156                | -                  | 113                | -                  | -                  | -                  | -                  | -                  | 4                  | -                  | 35                 | -                  | -                  | -                  | -                   | -                  | -                  | -                  | -                  | -                  | -                    | -                  | 53                        | -                  |
| 16 | Ferenc Szusza        | 1940-61   | 393   | 462  | 0.85 | -                  | -                  | -                  | -                  | -                  | -                  | -                  | 393                | -                  | -                  | -                  | -                  | -                  | -                  | -                  | -                  | -                   | -                  | -                  | -                  | -                  | -                  | -                    | -                  | -                         | -                  |
| 17 | Carlos Bianchi       | 1967-85   | 385   | 544  | 0.71 | -                  | -                  | -                  | -                  | 179                | -                  | -                  | -                  | -                  | -                  | -                  | -                  | -                  | -                  | 206                | -                  | -                   | -                  | -                  | -                  | -                  | -                  | -                    | -                  | -                         | -                  |
| 18 | Albert De Cleyn      | 1933-55   | 377   | 488  | 0.77 | -                  | -                  | -                  | -                  | -                  | -                  | -                  | -                  | -                  | -                  | -                  | 377                | -                  | -                  | -                  | -                  | -                   | -                  | -                  | -                  | -                  | -                  | -                    | -                  | -                         | -                  |
| 19 | Gunnar Nordahl       | 1940-58   | 376   | 463  | 0.81 | -                  | -                  | 225                | -                  | -                  | -                  | -                  | -                  | -                  | -                  | 151                | -                  | -                  | -                  | -                  | -                  | -                   | -                  | -                  | -                  | -                  | -                  | -                    | -                  | -                         | -                  |
| 20 | Alfredo Di Stéfano   | 1945-66   | 373   | 521  | 0.72 | 227                | -                  | -                  | -                  | -                  | -                  | -                  | -                  | -                  | -                  | -                  | -                  | -                  | -                  | 59                 | -                  | -                   | 87                 | -                  | -                  | -                  | -                  | -                    | -                  | -                         | -                  |
| 21 | Cabinho              | 1969-87   | 372   | 558  | 0.67 | -                  | -                  | -                  | -                  | -                  | -                  | -                  | -                  | -                  | -                  | -                  | -                  | -                  | 18                 | -                  | -                  | -                   | -                  | -                  | -                  | -                  | -                  | -                    | 312                | -                         | 41+1               |
| 22 | Tucho Antelo         | 1983-2000 | 369   | 469  | 0.79 | -                  | -                  | -                  | -                  | -                  | -                  | -                  | -                  | -                  | -                  | -                  | -                  | -                  | -                  | -                  | -                  | -                   | -                  | -                  | -                  | -                  | 350                | -                    | -                  | -                         | 19                 |
| 23 | Jimmy Greaves        | 1957-71   | 366   | 527  | 0.69 | -                  | 357                | 9                  | -                  | -                  | -                  | -                  | -                  | -                  | -                  | -                  | -                  | -                  | -                  | -                  | -                  | -                   | -                  | -                  | -                  | -                  | -                  | -                    | -                  | -                         | -                  |
| 24 | Hughie Ferguson      | 1916-30   | 363   | 435  | 0.83 | -                  | 77                 | -                  | -                  | -                  | -                  | 286                | -                  | -                  | -                  | -                  | -                  | -                  | -                  | -                  | -                  | -                   | -                  | -                  | -                  | -                  | -                  | -                    | -                  | -                         | -                  |
| 25 | Delio Onnis          | 1968-86   | 363   | 560  | 0.65 | -                  | -                  | -                  | -                  | 299                | -                  | -                  | -                  | -                  | -                  | -                  | -                  | -                  | -                  | 64                 | -                  | -                   | -                  | -                  | -                  | -                  | -                  | -                    | -                  | -                         | -                  |

### Mejores promedio goleador
En los reportes de IFFHS, existen 15 futbolistas en el mundo que anotaron más de un gol por partido jugado en la historia de los torneos de máxima categoría; doce de ellos son de Europa y tres de América.
| Nombres y banderas según la época. En negrita jugadores en activo. Datos actualizados a 1 de marzo de 2022. \| # \| Jugador \| Temporadas \| PJ \| Goles \| % \| \| -- \| ------------------- \| ---------- \| --- \| ----- \| ---- \| \| 1 \| Fernando Peyroteo \| 1937-49 \| 197 \| 331 \| 1.68 \| \| 2 \| Josef Bican \| 1931-55 \| 341 \| 518 \| 1.52 \| \| 3 \| Joe Bambrick \| 1926-38 \| 264 \| 348 \| 1.32 \| \| 4 \| Imre Schlosser \| 1905-22 \| 320 \| 417 \| 1.30 \| \| 5 \| Ferenc Déak \| 1944-54 \| 238 \| 305 \| 1.28 \| \| 6 \| Isidro Lángara \| 1933-48 \| 287 \| 336 \| 1.17 \| \| 7 \| Jimmy Jones \| 1947-64 \| 285 \| 332 \| 1.16 \| \| 8 \| Franz Binder \| 1931-49 \| 243 \| 268 \| 1.10 \| \| 9 \| Arthur Friedenreich \| 1910-34 \| 323 \| 354 \| 1.10 \| \| 10 \| Gyula Zsengéller \| 1935-52 \| 394 \| 416 \| 1.06 \| \| 11 \| Valeriano López \| 1946-60 \| 199 \| 207 \| 1.04 \| \| 12 \| Bernabé Ferreyra \| 1929-39 \| 228 \| 232 \| 1.02 \| \| 13 \| József Takács \| 1920-40 \| 355 \| 360 \| 1.01 \| \| 14 \| José Águas \| 1950-64 \| 288 \| 292 \| 1.01 \| \| 15 \| Jimmy McGrory \| 1922-38 \| 408 \| 408 \| 1.00 \| |                     |            |     |       |      |
| # | Jugador             | Temporadas | PJ  | Goles | %    |
| 1 | Fernando Peyroteo   | 1937-49    | 197 | 331   | 1.68 |
| 2 | Josef Bican         | 1931-55    | 341 | 518   | 1.52 |
| 3 | Joe Bambrick        | 1926-38    | 264 | 348   | 1.32 |
| 4 | Imre Schlosser      | 1905-22    | 320 | 417   | 1.30 |
| 5 | Ferenc Déak         | 1944-54    | 238 | 305   | 1.28 |
| 6 | Isidro Lángara      | 1933-48    | 287 | 336   | 1.17 |
| 7 | Jimmy Jones         | 1947-64    | 285 | 332   | 1.16 |
| 8 | Franz Binder        | 1931-49    | 243 | 268   | 1.10 |
| 9 | Arthur Friedenreich | 1910-34    | 323 | 354   | 1.10 |
| 10 | Gyula Zsengéller    | 1935-52    | 394 | 416   | 1.06 |
| 11 | Valeriano López     | 1946-60    | 199 | 207   | 1.04 |
| 12 | Bernabé Ferreyra    | 1929-39    | 228 | 232   | 1.02 |
| 13 | József Takács       | 1920-40    | 355 | 360   | 1.01 |
| 14 | José Águas          | 1950-64    | 288 | 292   | 1.01 |
| 15 | Jimmy McGrory       | 1922-38    | 408 | 408   | 1.00 |

### Mejor goleador mundial de Primera División
Desde 1997 la IFFHS premia anualmente como El mejor goleador mundial de Primera División (World's Best Top Division Goal Scorer), al futbolista que anota más goles en los torneos de primera división en el mundo. Inicialmente participaban los goleadores de las 50 ligas más importantes del mundo. El Comité Ejecutivo consideró a partir de 2007 el ganador saldría de los 60 mejores campeonatos nacionales del planeta. Actualmente el ganador sale de las 100 ligas más importantes del mundo.
| Año  | Jugador                       | Club                                     | Goles |
| ---- | ----------------------------- | ---------------------------------------- | ----- |
| 2024 | Viktor Gyökeres               | Sporting C. P.                           | 36    |
| 2023 | Harry Kane                    | Tottenham Hotspur F. C. Bayern de Múnich | 38    |
| 2022 | Germán Cano                   | Fluminense F. C.                         | 33    |
| 2021 | Robert Lewandowski            | Bayern de Múnich                         | 43    |
| 2020 | Cristiano Ronaldo             | Juventus de Turín                        | 33    |
| 2019 | Baghdad Bounedjah             | Al-Sadd Sports Club                      | 39    |
| 2018 | Jonas Gonçalves Lionel Messi  | S. L. Benfica F. C. Barcelona            | 34    |
| 2017 | Lionel Messi                  | F. C. Barcelona                          | 37    |
| 2016 | Luis Suárez                   | F. C. Barcelona                          | 40    |
| 2015 | Cristiano Ronaldo             | Real Madrid C. F.                        | 48    |
| 2014 | Cristiano Ronaldo Luis Suárez | Real Madrid C. F. Liverpool F. C.        | 31    |
| 2013 | Lionel Messi                  | F. C. Barcelona                          | 46    |
| 2012 | Lionel Messi                  | F. C. Barcelona                          | 50    |

| Año  | Jugador               | Club                    | Goles |
| ---- | --------------------- | ----------------------- | ----- |
| 2011 | Aleksandrs Čekulajevs | J. K. Narva Trans       | 46    |
| 2010 | Luis Suárez           | A. F. C. Ajax           | 35    |
| 2009 | Marc Janko            | Red Bull Salzburgo      | 39    |
| 2008 | Lucas Barrios         | C. S. D. Colo-Colo      | 37    |
| 2007 | Afonso Alves          | S. C. Heerenveen        | 34    |
| 2006 | Klaas-Jan Huntelaar   | A. F. C. Ajax           | 35    |
| 2005 | Clemerson             | Gamba Osaka             | 33    |
| 2004 | Patricio Galaz        | C. D. Cobreloa          | 42    |
| 2003 | José Cardozo          | Toluca                  | 58    |
| 2002 | Joaquín Botero        | Bolívar                 | 49    |
| 2001 | José Alfredo Castillo | C. D. Oriente Petrolero | 42    |
| 2000 | Mário Jardel          | F. C. Porto             | 38    |
| 1999 | Mário Jardel          | F. C. Porto             | 39    |
| 1998 | Iván Kaviedes         | C. S. Emelec            | 43    |
| 1997 | Hakan Şükür           | Galatasaray S. K.       | 38    |

Goleador más efectivo por temporada
Desde 1997 hasta 2004 la IFFHS premió anualmente como El Goleador Mundial más efectivo de Primera División (The World's Most Effective Top Division Goal Scorer).
| Año  | Jugador                 | Club               | Promedio |
| ---- | ----------------------- | ------------------ | -------- |
| 2004 | Shuhrat Mirkholdirshoev | Navbahor Namangan  | 1.192    |
| 2003 | José Cardozo            | Deportivo Toluca   | 1.381    |
| 2002 | Mário Jardel            | Sporting de Lisboa | 1.400    |
| 2001 | Romário                 | Vasco da Gama      | 1.167    |

| Año  | Jugador          | Club                   | Promedio |
| ---- | ---------------- | ---------------------- | -------- |
| 2000 | Hamzah Idris     | Al-Ittihad Jeddah Club | 1.320    |
| 1999 | Mário Jardel     | F. C. Porto            | 1.125    |
| 1998 | Masashi Nakayama | Júbilo Iwata           | 1.276    |
| 1997 | Hakan Şükür      | Galatasaray S. K.      | 1.188    |

## Máximos goleadores de clubes
Fuente: IFFHS ALL TIME BEST CLUB GOAL SCORERS RANKING, IFFHS World all-time ranking for club goal-scorers, IFFHS all-time ranking for club goal-scorers
Datos actualizados al último partido disputado por alguno de los implicados el 17 de agosto de 2025.
Nota: No contabilizados goles y partidos en categorías inferiores.
| #  | Jugador            | Goles | Partidos | Promedio | Notas                                                                    |
| -- | ------------------ | ----- | -------- | -------- | ------------------------------------------------------------------------ |
| 1  | Cristiano Ronaldo  | 800   | 1061     | 0.75     | Se contabilizan 6 goles en 6 partidos en el Campeonato de Clubes Árabes. |
| 2  | Lionel Messi       | 763   | 924      | 0.83     | No incluidos goles con el F. C. Barcelona "B" y F. C. Barcelona "C".     |
|    | Alf Quill          | 741   | ?        |          | 595 goles en ligas regionales.                                           |
|    | Erwin Helmchen     | 729   | ?        |          | 690 goles en ligas regionales.                                           |
| 3  | Romário            | 692   | 893      | 0.77     |                                                                          |
| 4  | Josef Bican        | 690   | 440      | 1.57     |                                                                          |
| 5  | Edson Arantes Pelé | 679   | 724      | 0.94     |                                                                          |
| 6  | Ferenc Puskás      | 641   | 665      | 0.96     |                                                                          |
| 7  | Jimmy Jones        | 630   | 587      | 1.07     |                                                                          |
| 8  | Joe Bambrick       | 605   | ?        |          |                                                                          |
| 9  | Abe Lenstra        | 591   | ?        |          |                                                                          |
| 10 | Robert Lewandowski | 589   | 791      | 0.74     | Solamente incluidos goles y partidos en Primera División.                |
|    | Reg Date           | 575   | ?        |          | 446 goles en ligas regionales.                                           |
| 11 | Gerd Müller        | 566   | 696      | 0.81     |                                                                          |
| 12 | Glenn Ferguson     | 563   | 1042     | 0.54     |                                                                          |
| 13 | Fernando Peyroteo  | 539   | 334      | 1.61     |                                                                          |
| 14 | Jimmy McGrory      | 538   | 509      | 1.06     |                                                                          |
| 15 | Eusébio            | 537   | ?        |          |                                                                          |
| 16 | Luis Suárez        | 525   | 873      | 0.6      | Incluye 3 goles en la Recopa Gaúcha y 7 goles en el Campeonato Gaúcho.   |
| 17 | Zlatan Ibrahimović | 511   | 866      | 0.59     | Incluidos 12 goles con Malmö FF en Superettan.                           |
| 18 | Uwe Seeler         | 509   | 581      | 0.88     |                                                                          |
| 19 | Alfredo Di Stéfano | 508   | 669      | 0.76     |                                                                          |

## Máximos goleadores de selecciones
A continuación se listan los mayores goleadores en la historia del fútbol de selecciones atendiendo a datos de los que se tiene constancia. La cifra puede diferir de otras fuentes o de las declaraciones de los propios implicados. Se diferencia entre partidos oficiales reconocidos por FIFA, de los no-oficiales y disputados en categorías inferiores.
Datos actualizados al último partido disputado por alguno de los implicados el 10 de junio de 2025.

### Selección absoluta
Nota: No contabilizados goles y partidos en categorías inferiores.
| #  | Jugador            | Goles | Partidos | Promedio | Notas                |
| -- | ------------------ | ----- | -------- | -------- | -------------------- |
| 1  | Cristiano Ronaldo  | 138   | 221      | 0.62     | [ 76 ]               |
| 2  | Lionel Messi       | 112   | 193      | 0.58     | [ 77 ] [ 78 ] [ 79 ] |
| 3  | Ali Daei           | 109   | 148      | 0.74     | Datos FIFA           |
| 4  | Sunil Chhetri      | 95    | 155      | 0.61     | [ 83 ]               |
| 5  | Mokhtar Dahari     | 89    | 142      | 0.63     |                      |
| =  | Romelu Lukaku      | 89    | 124      | 0.72     |                      |
| 7  | Robert Lewandowski | 85    | 158      | 0.54     |                      |
| =  | Ali Mabkhout       | 85    | 115      | 0.74     |                      |
| 9  | Ferenc Puskás      | 84    | 89       | 0.94     | Datos FIFA           |
| 10 | Godfrey Chitalu    | 79    | 111      | 0.71     | [ 84 ]               |
| =  | Neymar             | 79    | 128      | 0.62     |                      |
| 12 | Hussein Saeed      | 78    | 137      | 0.57     | [ 85 ]               |

### Sumando categorías inferiores y no-oficiales
Nota: Contabilizados goles y partidos en categorías inferiores y sénior.
| #  | Jugador            | Goles | Partidos | Promedio | Notas                                                                             |
| -- | ------------------ | ----- | -------- | -------- | --------------------------------------------------------------------------------- |
| 1  | Cristiano Ronaldo  | 156   | 255      | 0.61     |                                                                                   |
| 2  | Lionel Messi       | 128   | 216      | 0.59     |                                                                                   |
| 3  | Sándor Kocsis      | 123   | ?        |          | [ 87 ]                                                                            |
| 4  | Ferenc Puskás      | 120   | ?        |          | [ 88 ]                                                                            |
| =  | Vivian Woodward    | 120   | ?        |          | Incluye 23 goles con selecciones regionales de Sudáfrica y 1 con la British Army. |
| 6  | Ali Daei           | 114   | 152      | 0.75     |                                                                                   |
| 7  | Lajos Tichy        | 106   | 125      | 0.85     | [ 89 ]                                                                            |
| 8  | Ali Mabkhout       | 99    | 150      | 0.66     |                                                                                   |
| =  | Hussein Saeed      | 99    | 158      | 0.63     | Datos FIFA.                                                                       |
| 10 | Sunil Chhetri      | 99    | 164      | 0.6      | Incluye 2 goles en 4 partidos en los Juegos Asiáticos 2022.                       |
| =  | Neymar             | 97    | 152      | 0.64     |                                                                                   |
| 12 | Tommy Lawton       | 94    | ?        |          |                                                                                   |
| 13 | Ferenc Bene        | 91    | ?        |          |                                                                                   |
| =  | Romelu Lukaku      | 91    | 134      | 0.68     |                                                                                   |
| 15 | Harry Kane         | 90    | 140      | 0.64     |                                                                                   |
|    | Robert Lewandowski | 85    | 162      | 0.52     |                                                                                   |

### Máximos goleadores en Copas del Mundo
El alemán Miroslav Klose es el máximo goleador en la historia de la Copa Mundial al anotar 16 goles en 24 partidos repartidos en cuatro ediciones disputadas. En la última de ellas superó al brasileño Ronaldo, quien mantenía el máximo registro con 15 goles en 19 partidos en tres ediciones. En cuanto al mayor registro logrado en una única edición, es el francés Just Fontaine el máximo realizador al anotar 13 goles en 6 partidos.
Históricos
| # | Jugador            | Goles | Partidos | Promedio | Notas                   |
| - | ------------------ | ----- | -------- | -------- | ----------------------- |
| 1 | Miroslav Klose     | 16    | 24       | 0.67     | Anotados en 4 ediciones |
| 2 | Ronaldo Nazário    | 15    | 19       | 0.79     | Anotados en 3 ediciones |
| 3 | Gerd Müller        | 14    | 13       | 1.08     | Anotados en 2 ediciones |
| 4 | Just Fontaine      | 13    | 6        | 2.17     | Anotados en 1 edición   |
| 5 | Lionel Messi       | 13    | 26       | 0.50     | Anotados en 4 ediciones |
| 6 | Kylian Mbappé      | 12    | 14       | 0.86     | Anotados en 2 ediciones |
| 7 | Edson Arantes Pelé | 12    | 14       | 0.86     | Anotados en 4 ediciones |

En una edición
| # | Jugador           | Goles | Partidos | Promedio | Notas                               |
| - | ----------------- | ----- | -------- | -------- | ----------------------------------- |
| 1 | Just Fontaine     | 13    | 6        | 2.17     | Edición de Suecia 1958              |
| 2 | Sándor Kocsis     | 11    | 5        | 2.20     | Edición de Suiza 1954               |
| 3 | Gerd Müller       | 10    | 6        | 1.67     | Edición de México 1970              |
| 4 | Ademir Marques    | 9     | 6        | 1.50     | Edición de Brasil 1950              |
| = | Eusébio           | 9     | 6        | 1.50     | Edición de Inglaterra 1966          |
| 6 | Guillermo Stábile | 8     | 4        | 2.00     | Edición de Uruguay 1930             |
| = | Ronaldo           | 8     | 7        | 1.14     | Edición de Corea del Sur/Japón 2002 |
| = | Kylian Mbappé     | 8     | 7        | 1.14     | Edición de Catar 2022               |

### Desglose por selecciones
A continuación se listan los máximos goleadores históricos de cada selección de fútbol asociada a la FIFA. Únicamente son tenidos en cuenta los partidos disputados con la selección absoluta y reconocidos por la FIFA y aquellos jugadores que hayan anotado un mínimo de diez goles.
Nota: indicados en negrita jugadores en activo.
| Selección         | Nombre              | Goles |
| ----------------- | ------------------- | ----- |
| Portugal          | Cristiano Ronaldo   | 138   |
| Argentina         | Lionel Messi        | 112   |
| Irán              | Ali Daei            | 109   |
| India             | Sunil Chhetri       | 95    |
| Malasia           | Mokhtar Dahari      | 89    |
| Bélgica           | Romelu Lukaku       | 89    |
| Emiratos Árabes   | Ali Mabkhout        | 85    |
| Polonia           | Robert Lewandowski  | 85    |
| Hungría           | Ferenc Puskás       | 84    |
| Zambia            | Godfrey Chitalu     | 79    |
| Brasil            | Neymar              | 79    |
| Irak              | Hussein Saeed       | 78    |
| Kuwait            | Bashar Abdullah     | 75    |
| Japón             | Kamamoto            | 75    |
| Inglaterra        | Harry Kane          | 73    |
| Arabia Saudita    | Majed Abdullah      | 72    |
| Tailandia         | Senamuang           | 71    |
| Alemania          | Miroslav Klose      | 71    |
| Malaui            | Kinnah Phiri        | 71    |
| Trinidad y Tobago | Stern John          | 70    |
| Indonesia         | Abdul Kadir         | 70    |
| Uruguay           | Luis Suárez         | 69    |
| Egipto            | Hossam Hassan       | 69    |
| Alemania Federal  | Gerd Müller         | 68    |
| Guatemala         | Carlos Ruiz         | 68    |
| Irlanda           | Robbie Keane        | 68    |
| Bosnia            | Edin Džeko          | 68    |
| Costa de Marfil   | Didier Drogba       | 65    |
| Suecia            | Zlatan Ibrahimović  | 62    |
| Serbia            | Aleksandar Mitrović | 62    |
| Catar             | Almoez Ali          | 60    |
| España            | David Villa         | 59    |
| Corea del Sur     | Cha Bum-Kun         | 58    |
| Maldivas          | Ali Ashfaq          | 58    |
| Estados Unidos    | Clint Dempsey       | 57    |
| Estados Unidos    | Landon Donovan      | 57    |
| Honduras          | Carlos Pavón        | 57    |
| Francia           | Olivier Giroud      | 57    |
| Camerún           | Samuel Eto'o        | 56    |
| Rep. Checa        | Jan Koller          | 55    |
| Singapur          | Fandi Ahmad         | 55    |
| Alemania Dem.     | Joachim Streich     | 53    |
| Dinamarca         | Poul Nielsen        | 52    |
| Dinamarca         | Jon Dahl Tomasson   | 52    |
| Filipinas         | Younghusband        | 52    |
| México            | Chicharito          | 52    |
| Ghana             | Asamoah Gyan        | 51    |
| Vietnam           | Lê Công Vinh        | 51    |
| Turquía           | Hakan Şükür         | 51    |
| Chile             | Alexis Sánchez      | 51    |
| Países Bajos      | Robin van Persie    | 50    |
| Australia         | Tim Cahill          | 50    |

| Selección        | Nombre                | Goles |
| ---------------- | --------------------- | ----- |
| Ucrania          | Shevchenko            | 48    |
| Baréin           | Abdul-Latif           | 48    |
| Bulgaria         | Dimitar Berbatov      | 48    |
| Bulgaria         | Hristo Bonev          | 48    |
| Costa Rica       | Rolando Fonseca       | 47    |
| Venezuela        | Salomón Rondón        | 47    |
| Ecuador          | Enner Valencia        | 46    |
| Argelia          | Islam Slimani         | 46    |
| Croacia          | Davor Šuker           | 45    |
| Senegal          | Sadio Mané            | 45    |
| Austria          | Anton Polster         | 44    |
| Ant. Barbuda     | Peter Byers           | 44    |
| N. Zelanda       | Chris Wood            | 44    |
| Fiyi             | Roy Krishna           | 44    |
| Panamá           | Luis Tejada           | 43    |
| Omán             | Hani Al-Dhabit        | 43    |
| Unión Soviética  | Oleg Blojín           | 42    |
| Suiza            | Alexander Frei        | 42    |
| Malta            | Michael Mifsud        | 42    |
| Finlandia        | Teemu Pukki           | 42    |
| Uzbekistán       | Eldor Shomurodov      | 42    |
| Noruega          | Erling Haaland        | 42    |
| Gales            | Gareth Bale           | 41    |
| Perú             | Paolo Guerrero        | 40    |
| Hong Kong        | Chan Siu Ki           | 40    |
| Libia            | Ali Al-Biski          | 40    |
| China            | Hao Haidong           | 39    |
| Angola           | Fabrice Maieco, Akwá  | 39    |
| El Salvador      | Raúl Díaz Arce        | 39    |
| Haití            | Duckens Nazon         | 39    |
| Macedonia N.     | Goran Pandev          | 38    |
| Yugoslavia       | Stjepan Bobek         | 38    |
| Estonia          | Andres Oper           | 38    |
| Montenegro       | Stevan Jovetić        | 37    |
| Zimbabue         | Peter Ndlovu          | 37    |
| Nigeria          | Rashidi Yekini        | 37    |
| Granada          | Ricky Charles         | 37    |
| Marruecos        | Ahmed Faras           | 36    |
| Birmania         | Myo Hlaing Win        | 36    |
| Siria            | Firas Al-Khatib       | 36    |
| Irlanda N.       | David Healy           | 36    |
| Túnez            | Issam Jemâa           | 36    |
| Colombia         | Radamel Falcao        | 36    |
| Italia           | Luigi Riva            | 35    |
| Eslovenia        | Zlatko Zahovič        | 35    |
| Rumanía          | Adrian Mutu           | 35    |
| Rumanía          | Gheorghe Hagi         | 35    |
| Jamaica          | Luton Shelton         | 35    |
| Kenia            | William Ouma          | 35    |
| Israel           | Eran Zahavi           | 35    |
| Gabón            | Pierre Aubameyang     | 35    |
| Checoslovaquia   | Antonín Puč           | 34    |
| Islas Salomón    | Commins Menapi        | 34    |
| Burkina Faso     | Moumouni Dagano       | 34    |
| Guinea           | Ibrahima Diallo       | 33    |
| Etiopía          | Getaneh Kebede        | 33    |
| Jordania         | Hamza Al-Dardour      | 33    |
| S. V. Granadinas | Shandel Samuel        | 32    |
| Paraguay         | Roque Santa Cruz      | 32    |
| Chipre           | Michalis Konstantinou | 32    |
| Togo             | Emmanuel Adebayor     | 32    |
| Armenia          | Henrij Mjitarián      | 32    |
| Canadá           | Jonathan David        | 32    |
| Sudáfrica        | Benni McCarthy        | 31    |
| Bolivia          | Marcelo Martins       | 31    |
| Corea del Norte  | Jong Il-Gwan          | 31    |
| Tahití           | Teaonui Tehau         | 31    |
| Kosovo           | Vedat Muriqi          | 31    |
| Rusia            | Artiom Dziuba         | 31    |
| Escocia          | Denis Law             | 30    |
| Escocia          | Kenny Dalglish        | 30    |
| Mozambique       | Tico-Tico             | 30    |
| Cuba             | Léster Moré           | 30    |

| Selección             | Nombre               | Goles |
| --------------------- | -------------------- | ----- |
| Yemen                 | Ali Al-Nono          | 29    |
| Grecia                | N. Anastopoulos      | 29    |
| Letonia               | Maris Verpakovskis   | 29    |
| Belice                | Deon McCaulay        | 28    |
| Uganda                | Emmanuel Okwi        | 28    |
| Sri Lanka             | Kasun Jayasuriya     | 27    |
| Sudán                 | Nasr Eddin Abbas     | 27    |
| Islandia              | G. Sigurðsson        | 27    |
| Georgia               | Shota Arveladze      | 26    |
| Eslovaquia            | Marek Hamšík         | 26    |
| Guam                  | Jason Cunliffe       | 26    |
| Nicaragua             | Juan Barrera         | 26    |
| Líbano                | Hassan Maatouk       | 26    |
| China Taipéi          | Chen Po-liang        | 25    |
| Tanzania              | Mrisho Ngassa        | 25    |
| Malí                  | Seydou Keita         | 25    |
| S. Cristóbal-Nieves   | Keith Gumbs          | 24    |
| República Dominicana  | Dorny Romero         | 24    |
| Botsuana              | Ramatlhakwane        | 24    |
| Ruanda                | Olivier Karekezi     | 24    |
| Benín                 | Stéphane Sessegnon   | 24    |
| Nueva Caledonia       | Bertrand Kaï         | 23    |
| Barbados              | Llewellyn Riley      | 23    |
| Luxemburgo            | Gerson Rodrigues     | 23    |
| Guinea Ec.            | Emilio Nsue          | 23    |
| R. D. Congo           | Dieumerci Mbokani    | 22    |
| Curazao               | Rangelo Janga        | 21    |
| Cabo Verde            | Ryan Mendes          | 21    |
| Bermudas              | Nahki Wells          | 20    |
| Bielorrusia           | Romáschenko          | 20    |
| Santa Lucía           | Earl Jean            | 20    |
| Vanuatu               | Richard Iwai         | 20    |
| Camboya               | Hok Sochetra         | 20    |
| Dominica              | Julian Wade          | 20    |
| Tayikistán            | M. Dzhalilov         | 20    |
| Níger                 | Victorien Adebayor   | 20    |
| Guyana                | Omari Glasgow        | 20    |
| Lituania              | Tomas Danilevičius   | 19    |
| Burundi               | Fiston Abdul Razak   | 19    |
| Comoras               | Ben Nabouhane        | 19    |
| Islas Turcas y Caicos | Billy Forbes         | 19    |
| Puerto Rico           | Ricardo Rivera       | 18    |
| Liberia               | George Weah          | 18    |
| Albania               | Erjon Bogdani        | 18    |
| Laos                  | Visay Phaphouvanin   | 18    |
| Bangladés             | Ahmed Chunnu         | 17    |
| Macao                 | Chan Kin Seng        | 17    |
| Mauricio              | Daniel Imbert        | 17    |
| Palestina             | Oday Dabbagh         | 17    |
| Moldavia              | Ion Nicolaescu       | 17    |
| Suazilandia           | Sabelo Ndzinisa      | 17    |
| Namibia               | Peter Shalulile      | 17    |
| Liechtenstein         | Mario Frick          | 16    |
| Turkmenistán          | Wladimir Baýramow    | 16    |
| Congo                 | Thievy Bifouma       | 16    |
| Kirguistán            | Mirlan Murzayev      | 16    |
| Rep. Centroafricana   | Louis Mafouta        | 16    |
| Papúa Nueva Guinea    | Raymond Gunemba      | 16    |
| Madagascar            | Paulin Voavy         | 15    |
| Lesoto                | Jane Thabantso       | 15    |
| Surinam               | Gleofilo Vlijter     | 15    |
| Chad                  | Ezechiel N'Douassel  | 14    |
| Azerbaiyán            | Emin Mahmudov        | 14    |
| Seychelles            | Philip Zialor        | 14    |
| Bahamas               | Lesly St. Fleur      | 14    |
| Kazajistán            | Baktiyar Zaynutdinov | 14    |
| Nepal                 | Nirajan Rayamajhi    | 13    |
| Nepal                 | Anjan Bista          | 13    |
| Mauritania            | Bessam               | 13    |
| Montserrat            | Lyle Taylor          | 13    |
| Gambia                | Assan Ceesay         | 13    |
| Bután                 | Chencho Gyeltshen    | 13    |
| Pakistán              | Muhammad Umer        | 13    |
| Islas Caimán          | Lee Ramoon           | 12    |
| Andorra               | Ildefonso Lima       | 11    |
| Santo Tomé y Príncipe | Luís Leal            | 11    |
| Islas Feroe           | Klæmint Olsen        | 10    |
| Islas Feroe           | Rógvi Jacobsen       | 10    |
| Afganistán            | Faysal Shayesteh     | 10    |
| Yibuti                | Samuel Akinbinu      | 10    |

## Goleadores por demarcación
La IFFHS elaboró un ranking con los máximos goleadores por demarcaciones, actualizando la tabla anualmente, si bien su última actualización fue el 27 de abril de 2014.

### Guardametas goleadores
Nota: indicados en negrita jugadores en activo. Todas las competiciones, incluidas selecciones nacionales. La lista de la IFFHS solo comprende en competiciones de máximo nivel. Solo se toman aquellos goles relacionados a ligas profesionales, incluyendo las de ascenso.
| #  | Nombre              | Club                   | Goles según la IFFHS | Goles en divisiones de ascenso | Goles Totales |
| -- | ------------------- | ---------------------- | -------------------- | ------------------------------ | ------------- |
| 1  | Rogério Ceni        | São Paulo              | 129                  | —                              | 129           |
| 2  | José Luis Chilavert | Vélez Sarsfield        | 67                   | —                              | 67            |
| 3  | Jorge Campos        | Pumas UNAM             | 47                   | —                              | 47            |
| 4  | Johnny Vegas        | Cienciano              | 41                   | 4                              | 45            |
| 5  | René Higuita        | Atlético Nacional      | 41                   | 2                              | 43            |
| 6  | Dimitar Ivankov     | Bursaspor              | 39                   | 3                              | 42            |
| 7  | Márcio              | Atlético Goianiense    | —                    | 40                             | 40            |
| 8  | Fabio Rompi         | São José               | —                    | 38                             | 38            |
| 9  | Fernando Patterson  | Xelajú Mario Camposeco | 35                   | —                              | 35            |
| 10 | Hans-Jörg Butt      | Bayern Múnich          | 28                   | 5                              | 33            |
| 11 | Misael Alfaro       | Isidro Metapán         | 31                   | —                              | 31            |
| 12 | Dragan Pantelić     | FK Radnički Niš        | 29                   | —                              | 29            |
| 13 | Exar Rosales        | Alianza Lima           | 10                   | 16                             | 26            |
| 14 | Žarko Lučić         | FK Budućnost Podgorica | 21                   | 4                              | 25            |
| 15 | Vincent Enyeama     | Lille                  | 24                   | —                              | 24            |
| 15 | Marco Cornez        | Palestino              | 19                   | 5                              | 24            |

### Defensas goleadores
Nota: indicados en negrita jugadores en activo. Sólo goles en Campeonato de Liga.
| #  | Nombre               | Período     | Partidos | Goles | Promedio |
| -- | -------------------- | ----------- | -------- | ----- | -------- |
| 1  | Ronald Koeman        | 1980 - 1997 | 535      | 193   | 0.36     |
| 2  | Daniel Passarella    | 1974 - 1989 | 451      | 134   | 0.30     |
| 3  | Fernando Hierro      | 1987 - 2005 | 545      | 109   | 0.20     |
| 4  | Edgardo Bauza        | 1977 - 1992 | 499      | 108   | 0.22     |
| 5  | Paul Breitner        | 1970 - 1983 | 369      | 103   | 0.28     |
| 6  | Juan Domingo Rocchia | 1969 - 1983 | 433      | 101   | 0.23     |
| 7  | Laurent Blanc        | 1987 - 2003 | 500      | 96    | 0.19     |
| 8  | José Rafael Albrecht | 1960 - 1977 | 506      | 95    | 0.19     |
| 9  | James Tavernier      | 2016 - Act  | 340      | 93    | 0.27     |
| 10 | Keilor Soto          | 2003 - 2021 | 562      | 92    | 0.16     |
| 11 | Gary Lloyd           | 1992 - 2009 | 515      | 90    | 0.17     |
| 12 | Franck Sauzée        | 1983 - 2002 | 483      | 89    | 0.18     |
| 13 | Sergio Ramos         | 2004 - Act  | 585      | 83    | 0.14     |
| 14 | Abderahmane Hachoud  | 2007 - Act  | 363      | 78    | 0.21     |

Otros defensas destacados no indicados que integran la lista son: Manfred Kaltz (77), Enzo Trossero (76), Marcus Túlio Tanaka (75), Bruno Pezzey (73), Roberto Carlos (69), Franz Beckenbauer (67), Siniša Mihajlović (66), Ali Maâloul (66), Hans-Jürgen Dörner (65), Héctor Chumpitaz (65), Ramin Rezaeian (64), Kendall Waston (63), Andreas Brehme (62), Giacinto Facchetti (59) y Gerardo Gómez Silva (59).

### Centrocampistas goleadores
| #  | Nombre                | Período     | Partidos | Goles | Promedio |
| -- | --------------------- | ----------- | -------- | ----- | -------- |
| 1  | Zico                  | 1971 - 1994 | 596      | 406   | 0.68     |
| 2  | Willy van der Kuijlen | 1964 - 1982 | 545      | 311   | 0.57     |
| 3  | Johan Cruyff          | 1964 - 1984 | 506      | 290   | 0.57     |
| 4  | Karl Decker           | 1938 - 1958 | 302      | 288   | 0.95     |
| 5  | Mario Kempes          | 1973 - 1992 | 494      | 276   | 0.56     |
| 6  | Giuseppe Meazza       | 1927 - 1947 | 443      | 268   | 0.60     |
| 7  | Teófilo Cubillas      | 1966 - 1988 | 467      | 268   | 0.57     |
| 8  | Diego Maradona        | 1976 - 1997 | 490      | 259   | 0.53     |
| 9  | Vlastimil Kopecký     | 1931 - 1950 | 329      | 256   | 0.78     |
| 10 | Jan Ceulemans         | 1974 - 1991 | 517      | 230   | 0.45     |

En el ranking también se encuentran otros importantes mediocampistas como Rivaldo (229) Gheorghe Hagi (227), Miguel Brindisi (224), Dieter Müller (223), Michel Platini (207) y Roberto Baggio (206).

## Asistencias

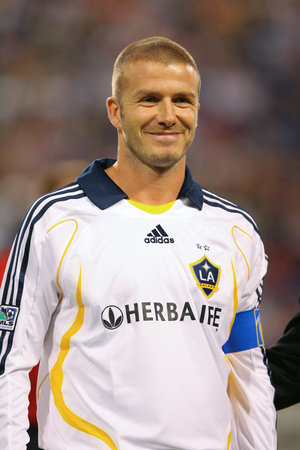
David Beckham, uno de los mayores asistentes del siglo xx.

El desunificado sistema de contabilidad de las asistencias de gol, dependientes según el organismo, competición, federación o medio de comunicación que establezca un listado según sus propios criterios, así como la imposibilidad de cotejar datos con fuentes contrastables hacen imposible ofrecer una clasificación verificable a efectos estadísticos. A dichos impedimentos y contradicciones, lo que deja los datos a diversas interpretaciones, se suma la no-consideración a nivel estadístico de dichos datos por parte de los organismos pertinentes hasta mitad de la década de los años 2010 lo que dificulta aún más un posible estudio, en el que únicamente se tienen datos de jugadores cercanos al período temporal indicado, y ninguno o muy pocos datos de jugadores anteriores en lo que resta de siglo.
Pese a ello, con insuficiencia de datos, destacaron jugadores como Lionel Messi, Luis Suárez, Thomas Müller, Luís Figo, Kevin De Bruyne, Ángel Di María, Neymar, David Beckham, Ryan Giggs, Cristiano Ronaldo, Thierry Henry, Ronaldinho, Diego Maradona, Mesut Özil, Xavi Hernández, Carlos Valderrama, Cesc Fàbregas, Karim Benzema, Dani Alves, Zinedine Zidane, entre otros, como algunos de los mayores asistentes de la época contemporánea.
Nota: Datos no oficiales. Se desconocen los criterios y fecha de inicio establecidos para dichos registros, sin dejar de ser datos meramente anecdóticos.
Actualizado al 7 de agosto de 2025.
| Pos. | Jugador                   | Asistencias | Partidos | Club actual                    |
| ---- | ------------------------- | ----------- | -------- | ------------------------------ |
| 1.º  | Lionel Messi              | 391         | 1117     | Inter de Miami                 |
| 2.º  | Pelé                      | 369         | 821      | Retirado                       |
| 3.º  | Johan Cruyff              | 358         | 761      | Retirado                       |
| 4.º  | Luis Suárez               | 331         | 1016     | Inter de Miami                 |
| 5.º  | Luís Figo                 | 324         | 983      | Retirado                       |
| 6.º  | Kevin De Bruyne           | 309         | 762      | S. S. C. Napoli                |
| 7.º  | Ángel Di María            | 304         | 958      | C. A. Rosario Central          |
| 8.º  | Neymar                    | 286         | 719      | Santos F. C.                   |
| 9.º  | David Beckham             | 272         | 844      | Retirado                       |
| 10.º | Ryan Giggs                | 268         | 739      | Retirado                       |
| 11.º | Cristiano Ronaldo         | 268         | 1282     | Al-Nassr F. C.                 |
| 12.º | Thomas Müller             | 266         | 887      | Vancouver Whitecaps F. C.      |
| 13.º | Thierry Henry             | 257         | 993      | Retirado                       |
| 14.º | Ronaldinho                | 256         | 860      | Retirado                       |
| 15.º | Diego Maradona            | 254         | 680      | Retirado                       |
| 16.º | Mesut Özil                | 248         | 673      | Retirado                       |
| 17.º | Xavi Hernández            | 238         | 1075     | Retirado                       |
| 18.º | Carlos Valderrama         | 237         | 863      | Retirado                       |
| 19.º | Cesc Fàbregas             | 234         | 830      | Retirado                       |
| 20.º | Karim Benzema             | 232         | 979      | Al-Ittihad                     |
| 21.º | Zlatan Ibrahimović        | 227         | 999      | Retirado                       |
| 22.º | Dani Alves                | 227         | 1036     | Retirado                       |
| 23.º | Landon Donovan            | 213         | 656      | Retirado                       |
| 24.º | Zinedine Zidane           | 210         | 815      | Retirado                       |
| 25.º | Franck Ribéry             | 199         | 656      | Retirado                       |
| 26.º | Alexis Sánchez            | 198         | 862      | Udinese Calcio                 |
| 27.º | Míchel González           | 197         | 561      | Retirado                       |
| 28.º | Robert Lewandowski        | 189         | 935      | F. C. Barcelona                |
| 29.º | Frank Lampard             | 189         | 1019     | Retirado                       |
| 30.º | Dimitri Payet             | 187         | 540      | C. R. Vasco da Gama            |
| 31.º | Kaká                      | 184         | 738      | Retirado                       |
| 32.º | Toni Kroos                | 182         | 832      | Retirado                       |
| 33.º | Luka Modrić               | 175         | 1076     | A. C. Milan                    |
| 34.º | Kylian Mbappé             | 165         | 499      | Real Madrid C. F.              |
| 35.º | Miroslav Klose            | 165         | 821      | Retirado                       |
| 36.º | Jesús Navas               | 164         | 938      | Retirado                       |
| 37.º | Arjen Robben              | 160         | 603      | Retirado                       |
| 38.º | Carlos Tévez              | 157         | 746      | Retirado                       |
| 39.º | Wayne Rooney              | 154         | 722      | Retirado                       |
| 40.º | David Silva               | 153         | 615      | Retirado                       |
| 41.º | Andrés Iniesta            | 151         | 764      | Retirado                       |
| 42.º | Nani                      | 149         | 501      | Retirado                       |
| 43.º | Juan Román Riquelme       | 148         | 652      | Retirado                       |
| 44.º | Wesley Sneijder           | 147         | 643      | Retirado                       |
| 45.º | Ivan Rakitić              | 142         | 850      | H. N. K. Hajduk Split          |
| 46.º | Bastian Schweinsteiger    | 141         | 687      | Retirado                       |
| 47.º | Juan Mata                 | 135         | 493      | Western Sydney Wanderers F. C. |
| 48.º | Steven Gerrard            | 130         | 860      | Retirado                       |
| 49.º | James Rodríguez           | 127         | 352      | Club León                      |
| 50.º | Leandro Romagnoli         | 126         | 504      | Retirado                       |
| 51.º | Marco Reus                | 125         | 568      | Los Angeles Galaxy             |
| 52.º | Francesco Totti           | 125         | 816      | Retirado                       |
| 53.º | Gareth Bale               | 124         | 434      | Retirado                       |
| 54.º | Raheem Sterling           | 123         | 483      | Arsenal F. C.                  |
| 55.º | Didier Drogba             | 121         | 760      | Retirado                       |
| 56.º | Mohamed Salah             | 119         | 461      | Liverpool F. C.                |
| 57.º | Ronaldo                   | 119         | 688      | Retirado                       |
| 58.º | Marcelo Vieira            | 117         | 721      | Retirado                       |
| 59.º | Claudio Pizarro           | 117         | 802      | Retirado                       |
| 60.º | Michael Ballack           | 116         | 685      | Retirado                       |
| 61.º | Andrea Pirlo              | 106         | 834      | Retirado                       |
| 62.º | Marek Hamšík              | 104         | 581      | Retirado                       |
| 63.º | Samuel Eto'o              | 103         | 791      | Retirado                       |
| 64.º | Pierre-Emerick Aubameyang | 100         | 617      | Olympique de Marsella          |